# Saint-Hélier (Côte-d’Or)
Saint-Hélier ist eine französische Gemeinde mit 36 Einwohnern (Stand 1. Januar 2022) im Département Côte-d’Or in der Region Bourgogne-Franche-Comté. Sie gehört zum Kanton Semur-en-Auxois und zum Arrondissement Montbard. 
Sie grenzt im Norden an Champrenault, im Nordosten an Turcey, im Osten an Blaisy-Bas, im Südosten an Bussy-la-Pesle, im Süden an Verrey-sous-Drée und im Westen an Chevannay.

## Bevölkerungsentwicklung
| Jahr                       | 1962 | 1968 | 1975 | 1982 | 1990 | 1999 | 2008 | 2015 |
| -------------------------- | ---- | ---- | ---- | ---- | ---- | ---- | ---- | ---- |
| Einwohner                  | 36   | 33   | 29   | 26   | 27   | 25   | 39   | 39   |
| Quellen: Cassini und INSEE |      |      |      |      |      |      |      |      |